# Magny-sur-Tille
Magny-sur-Tille é uma comuna francesa na região administrativa da Borgonha-Franco-Condado, no departamento de Côte-d'Or. Estende-se por uma área de 10,47 km². Em 2010 a comuna tinha 910 habitantes (densidade: 86,9 hab./km²).